# Aurealis-díj
Az Aurealis-díj (teljes nevén angolul: Aurealis Award for Excellence in Speculative Fiction) egy irodalmi díj Ausztráliában, melyet évente adnak át különböző szépirodalmi kategóriában. A nevezés díjmentes, ám csak ausztrál állampolgárok tehetik meg, szerzőpáros esetén legalább az egyik tag ausztrál kell, hogy legyen.

## Kategóriák
- Sci-fi
- Fantasy
- Horror
- Ifjúsági irodalom
- Gyermek irodalom
- Arany Aurealis
- Peter McNamara-díj

## Története
Az Aurealis-díjat 1995-ben alapították az Aurealis Magazine kiadói. Ellentétben a másik hasonló tartalmú ausztrál irodalmi díjjal (Ditmar-díj) a műveket alkategóriákba sorolva értékelik.
A díjat eredetileg az alábbi kategóriákban adták át: sci-fi, fantasy, horror és ifjúsági irodalom. Ezen belül ma már mindegyik fel lett osztva egy regény és egy novella/kisregény alkategóriára. Ötödik kategóriaként bekerültek a gyermek irodalmi könyvek 2001-ben, melyek a 8-12 év közötti gyermekeknek íródtak, ez is felosztva rövidebb és hosszabb prózai művekre.
Az alkategóriákat három zsűricsoport vizsgálja, ők választják ki a döntősöket és végül a győzteseket minden évben.
2004-ben két változtatás történt a díjjal kapcsolatban. A díjat most a Fantastic Queensland igazgatja. Újabb kategóriát nyitottak Arany Aurealis néven, mindkét alkategóriában.
Létezik egy bizonyos Peter McNamara-díj is, melyet mindig egy különleges műnek vagy műveknek szánnak, a sci-fi, a fantasy vagy a horror műfajában. Vonatkozhat azonban ismeretterjesztő irodalomra, gyűjteményre vagy antológiára, egy műre vagy akár egy művész egy bizonyos időszakára is.